# John Taylor (1753–1824)
John Taylor, John Taylor z Caroline (ur. 19 grudnia 1753, zm. 21 sierpnia 1824) – amerykański prawnik i polityk.
W trzech różnych okresach reprezentował stan Wirginia w Senacie Stanów Zjednoczonych.